# Захватошин, Константин Васильевич
Константин Васильевич Захватошин (10 сентября 1909 — 29 октября 1979) — советский инженер, лауреат Сталинской премии.

## Биография
- В 1936—1941 ведущий конструктор радиостанций РБ и РБМ на московском заводе № 203.
- С 1941 г. старший инженер ГУ НЭП СССР.
- В 1950-е гг. главный инженер 2-го ГУ Госкомитета по радиоэлектронике.
- С 1960-х гг. и до 1979 г. начальник Главного управления Министерства промышленности средств связи СССР.

Похоронен на Кунцевском кладбище.

## Награды
- Сталинская премия 1946 г. — за разработку новых типов радиостанций.
- Заслуженный машиностроитель РСФСР (1979).

## Публикации
- Малая политотдельская радиостанция МРК-0001 [Текст] : Инструкция и описание / Сост. инж. К. В. Захватошин ; Ред. П. О. Чечик ; НКТП СССР. Главэспром. Моск. краснознаменный электромеханич. завод им. С. Орджоникидзе. — Москва ; Ленинград : Глав. ред. энергетич. лит-ры, 1935 (М. : шк. ФЗУ им. Арт. Халатова). — Обл., 55 с.
- Малая политотдельская радиостанция конструкции Завода им. Орджоникидзе образца 1934 г. [Текст] / Инж. К. В. Захватошин. — 2-е изд., испр. и доп. — Москва : Гос. изд-во по технике связи, 1936. — 102 с., 1 л. черт. : ил.; 15 см.